# Мария фон Ветсера
Мария Александрина Фрайин фон Ветсера (на немски: Marie Alexandrine Freiin von Vetsera), известна като Мери фон Ветсера (Mary von Vetsera; * 19 март 1871, Виена, Австро-Унгария; † 30 януари 1889, Майерлинг, Австрия), е австрийска баронеса и известна метреса на ерцхерцог Рудолф Австрийски, престолонаследник на Австро-Унгария. Двамата са открити мъртви в ловното му имение в Майерлинг в Долна Австрия. Всичко сочи към случай на убийство и самоубийство; някои обаче правят хипотезата, че не само баронесата, но и ерцхерцогът всъщност са били убити (виж Трагедия в Майерлинг).

## Произход
Семейство Ветсера (първоначално „Vécsera“, „Vécera“ или „Véscera“) произхожда от малък град на юг от Пресбург, известен по това време като Úzor (на унгарски, от 1948 г. Úszor), а днес като Кветославов. Бащата на Мария, Албин (* 1825, † 1887), е син на Георг Берхард Ветсера, който между 1839 и 1849 г. е капитан на Братислава. Албин, благодарение на услугите, предоставени от баща му на император Франц Йосиф, успява да учи в Дипломатическата академия във Виена, като по този начин започва кариера, която ще го отведе до длъжности във важни посолства в Европа и Близкия Изток.
През 1863 г. Албин се запознава в Константинопол с Елена (Елен) Балтаци (* 1847, † 1925), от италиански произход, дъщеря на Теодор Балтаци, богат финансов съветник на султана и един от най-богатите хора в Константинопол. Двамата се женят на 2 април 1864 г. в Константинопол, но през 1868 г. семейството се разделя и докато Елена се установява във Виена, Албин е преместен в Санкт Петербург.
Мария е родена във Виена като трета от четирима братя и сестри: Ладислав (1865), Йохана (1868), Мария (1871) и Франц Албин (1872).
Албин Ветсера е номиниран за кавалер на Ордена на Леополд (Австрийски императорски орден) през 1867 г. за заслуги, присъщи на дипломатическата му работа и, отново за тези заслуги, на 2 октомври 1869 г. е награден с Ордена на Свети Стефан (Унгарски кралски орден), като по този начин е издигат в барон. Оттук произлиза Freiin, добавено към фамилното име на Мария Ветсера: всъщност Freiin (правилно Freiherrin) означава „баронеса“ на немски и обикновено von предхожда фамилните имена на германските аристократи.
При пристигането си във Виена семейство Ветсера първоначално живее на Шутелщрасе 11. По-късно се премества в Двореца „Ветсера-Балтаци“ на Салезианер Гасе 11, който остава тяхна собственост до 1897 г.
През 1880-те г. гостната на семейството става една от най-посещаваните от висшата буржоазия и виенската аристокрация. Те имат голяма къща и Елена Балтаци организира балове по време на карнавалния сезон. Въпреки че Ветсера принадлежат към „Второто общество“, те се опитват да установят контакт с най-висшите аристократични кръгове; членовете на придворното общество също присъстват на нейните пищни балове, въпреки че никога не признават благородничеството и семейството на новобогаташите за равни.

## Биография

### Детство и юношество
Мария Александрина фон Ветсера е родена във Виена на 19 март 1871 г. През детството и юношеството си живее в Лондон и Кайро, следвайки баща си в дипломатическата му кариера. Брюнетка, снажна и с приятна външност, надарена с мелодраматичен и страстен темперамент, момичето е наречено от близките ѝ с прякора Мери скъпа.
През 1870-те и 1880-те години, през летния сезон, тя често отива на почивка със семейството си в Пардубице в днешна Чехия, където първо майка ѝ, а след това и Мария се запознават с графиня Мария Луиза фон Лариш-Валерзее, която изиграва голяма роля в трагедията в Майерлинг.
Обучението ѝ е поверено на учител – приятел на баща ѝ. Изглежда, че сред уроците има освен английски език и уроци по изкуство, разговори и пеене. Мария всъщност е част от хора на Църквата на Свети Августин. В допълнение към това скромно образование, но напълно в съответствие с това, което се преподава на младите момичета от средната австрийска аристокрация, тя много обича конната езда. Тази страст ѝ е предадена от нейните вуйчовци: малкото момиче често е водено от тях на Пратера, а в юношеството си и до най-престижните площадки за езда в Европа. Според майка ѝ, Баронесата (както е наречена Мария в книгата на майка ѝ) се влюбва в кронпринц Рудолф по време на пролетните състезания в Пратера през 1888 г. Обикновеното ѝ юношеско увлечение по престолонаследника се превръща в истинска сантиментална връзка. Много биографи обаче приписват на младата Мария увлечение по престолонаследника още преди тази дата (вероятно от началото на юношеството) – екзалтация, вероятно широко разпространена сред много други млади аристократки, която при Мария обаче става почти обсебваща любовна афера през 1888 г. Вероятно началото на това увлечение е при среща десет години по-рано във Виенската опера, когато малката Мария, в компанията на майка си, е представена на Рудолф. Младият принц, по време на това кратко и непринудено представяне, ѝ дава малко цвете като подарък, което тя ревниво пази през целия си кратък живот.

### Първа среща с Рудолф
Мария Ветсера е влюбена в престолонаследника принц Рудолф от известно време, когато през пролетта на 1888 г. са първите срещи между двамата. Подобно на много момичета по това време тя също примира по принца, когото съзира през 1888 г. на конно надбягване на хиподрума Фройденау и когото вероятно среща. Учителят по френски и довереник на Мария, Габриел Дюбре, пише в статия в парижкия вестник „Матен“, че след тази среща поведението и настроението на момичето се променят значително; тя говори за престолонаследника с голям ентусиазъм. Всеки ден чете репортажи от жълтата преса, събира снимки и задава въпроси. Когато майка ѝ забелязва това влюбване, тя взима дъщеря си на пътуване до Англия през лятото, за да се разсее. По този повод Мария признава в писмо до приятелката си Хермине Тобис, че изпитва много дълбока болка, сякаш трябва да се раздели с най-ценното, което има в живота, и дори желае да се разболее, за да остане във Виена. На връщане от Англия баронесата пише на приятелката си, която се опитва да я разубеди от тази невъзможна любов, но Мария заобичва принца още по-дълбоко.

15-годишната Мария вече е описана като „съблазнителна малка русалка“ от виенската салонна посетителка Нора Фугер, чийто съпруг тя едва не открадва през пролетта на 1886 г. Нора е приятелка с Хана фон Ветсера, сестрата на Мария, и познава и двете от деца. В мемоарите си тя пише: „Престолонаследникът забеляза Мери на надбягване през пролетта на 1888 г., но не се запозна с нея по това време, но изглежда веднага реагира на играта ѝ с очи, като обърна глава. Скоро след това тя видя престолонаследника в операта и поведението ѝ пред дворцовата ложа показа чувствата ѝ толкова ясно, че престолонаследникът насочи вниманието си към нея през оперните очила“. Въпреки това, според по-късните мемоари на майката на Мария, не би било някога възможно тя да превърне влюбването в сериозна любовна афера. Нора Фугер продължава: „Тя трябва да е напреднала за възрастта си; но ѝ липсваше рутината и смелостта сама да създаде възможност за интимни срещи с престолонаследника“.
Централна фигура в отношенията между двамата става графиня Мария Луиза фон Лариш-Валерзее. Тя е дъщеря на херцог Лудвиг Вилхелм Баварски, брат на Елизабет Австрийска (Сиси), майката на Рудолф; следователно е първа братовчедка на Рудолф. Мария Мария също познава добре графиня Лариш, тъй като графинята е приятелка на семейството, летовница в Пардубице, както и честа посетителка на салона на Ветсера. Лариш също се възползва от възможността да поиска големи суми пари от богатия си братовчед.
На конните надбягвания в Пратера Мария често вижда принца да седи на трибуната или в края на състезанието, докато той минава за поздрав по Пратер Алее. По време на тези първи срещи има само игри на погледи и усмивки, от които у Мария се поражда убеждението, което по-късно се оказва основателно, че принцът я е забелязал.
Според графиня Лариш в началото на октомври, след като Мария научава, че тя ще се срещне с престолонаследника, тя я моли да му каже, че „тази, която го обича, му изпраща топъл поздрав“. След това Мария дори му пише писмо, в което вероятно (писмото никога не е намерено) признава чувствата си. Двамата се срещат отново през месец октомври на откриването на състезанията във Фройденау и на откриването на театралния сезон, вероятно в Императорския театър във Виена. Според разкритията на Агнес Яхода, лична прислужница на баронесата, историята претърпява истински обрат, когато в края на октомври Мария получава препоръчано писмо от самия принц, в което той ѝ признава, че изпитва подобни чувства към нея и че иска да говори с нея, като я моли за среща в Пратера.
В края на октомври 1888 г. Мария и Рудолф пишат, независимо един от друг, на графиня Лариш, която е в Пардубице, с молба да се върне във Виена възможно най-скоро, за да позволи среща между двамата за разговор в Пратера. Това искане се обяснява с факта, че Мария не може да напуска дома, ако не е придружена от родителите си или от някой много близък на семейството, предвид непълнолетната си възраст (17 години); в този момент Лариш кара Мария да напусне къщата с нея под претекст и така да ѝ позволява да се среща с Рудолф.
Лариш пристига във Виена и срещата е уредена за 5 ноември 1888 г., но не в Пратера, а в замъка (Бург). Ветсера разказва за срещата в писмо до приятелката си Хермине. Някои автори (Холер, Хаман и други) твърдят, че първата среща действително се е състояла преди тази дата, но няма документални доказателства за това. Тезата, според която влюбените се срещат и през пролетта на 1888 г., се поддържа, за да оправдае предполагаемата бременност на Мария, започнала на 5 ноември; следователно не датата на първата среща, а датата на първата интимен контакт между двамата. Това обаче никога не е доказано.

### Връзка с Рудолф фон Хабсбург
След първата среща с Рудолф следват и други. В оправдателните мемоари, написани малко след смъртта на дъщеря ѝ, майката на Мария директно обвинява графиня Лариш, че е благоприятствала посещенията на Мария при престолонаследника, с извинението че е трябвало да я придружи по задачи. Лариш, признавайки, че е спомогнала за срещите между двамата, също така разкрива, че файтон е чакал Мария всяка вечер на Салезианер Гасе по такъв начин, че ако баронесата успее да се измъкне от къщата, без да бъде видяна от семейството й, тя да бъде незабавно отведена в замъка от принца. Почти всички автори смятат тази възможност за малко вероятна и резултат от желанието на Лариш да не изглежда като единственият човек, който е позволил връзката, завършила с трагедия. По-късно личният кочияш на принца, Йозеф Братфиш, заявява, че е водил Мария до замъка около двадесет пъти, но винаги я е чакал зад Гранд-хотел на Максимилианщрасе (сега Малертразе), където е отседнала графиня Лариш.
Сред различните срещи тази, която се провежда на 13 януари 1889 г., е от особено значение. Мария пише на следващия ден на приятелката си Хермине, признавайки, че е била при принц Рудолф предишната вечер и че и двамата са си загубили ума, добавяйки, че сега тя му принадлежи и че трябва да прави всичко, което той поиска от нея. По този повод Мария получава железен пръстен като подарък от принца с инициалите ILVBIDT (In Liebe Vereint Bis In Den Tod), тоест „съединени в любов до смърт“. Това събитие се тълкува от някои автори като първата интимна връзка между двамата, а от други като момента, в който решават да се самоубият.
На 25 януари 1889 г. Мария отива при врачка, придружена от прислужницата си Агнес, за да поиска информация за нейното бъдеще. Двамата влюбени вероятно обсъждат възможността да се самоубият по време на срещата им на 13 януари, а също и на двете следващи срещи на 19 и 24 същия месец. Рудолф от известно време има намерения за самоубийство и вече е предложил на своята метреса Мици Каспар да се самоубият заедно; тя обаче не само не приема, но и отива в полицията, където съобщава за инцидента.
На 26 януари 1889 г. има голям сблъсък между император Франц Йосиф и сина му Рудолф относно лошия брак на Рудолф, разюздания му живот, скандалното му запознанство с много младата баронеса Ветсера, както и либералните му идеи, твърде близки до известната унгарска опозиция. В същия ден майката на Мария, Елена, открива за първи път, или поне така твърди в оправдателната си брошура, за връзката между Мария и Рудолф. По-късно Елена пише, че тогава не е заподозряла те да са имали интимен контакт.
На 27 януари, на бал в германското посолство, Мария и Рудолф се срещат отново. Фактът, докладван от няколко автора, че по този повод тя не се покланя на преминаването на съпругата на Рудолф, принцеса Стефани Белгийска, трябва да бъде отречен. Този факт, напълно невъобразим за онези времена, никога не е съобщаван в никакви мемоари и в нито един дневник на присъстващите на бала, нито във вестникарска статия на присъстващите журналисти. На 28 януари Мария и графиня Лариш отново излизат заедно, уж по задачи, но вместо това отиват заедно в замъка при престолонаследника. От тази дата започва т. нар. „Трагедия в Майерлинг“. По този повод Рудолф моли графиня Лариш да остави Мария при него за няколко дни и да използва като извинение пред семейството факта, че Мария се е изплъзнала от нея, докато е изпълнявала поръчка. Така двамата влюбени успяват да отидат в Майерлинг, във Винервалд, където принцът има ловна хижа.

### Смърт в Майерлинг
На 28 януари 1889 г. Мария се среща с Рудолф около 15:30 часа в ловната му хижа в Майерлинг. Престолонаследникът прекарва нощта преди заминаването с метресата си Мици Каспар. Полицейският агент Флориан Майснер, който отговаря за наблюдението на Рудолф, заявява: „Понеделник, 28 януари 1889 беше с Мици до 3 часа сутринта, изпи много шампанско, даде на портиера десет гулдена просрочени пари. Когато се сбогуваше с Мици, той направи кръстен знак на челото ѝ, противно на навика си. От Мици той отиде (директно) до Майерлинг.
Приятелите на Рудолф, Филип фон Кобург и граф Хойос, също гостуват в Майерлинг, поканени там на лов. Мария е настанена в стаята на принца и не излиза оттам следобеда-вечерта на 28 и през целия 29 януари. На 29 Филип фон Кобург се връща във Виена и в Майерлинг остават само граф Хойос и слугите плюс двамата любовници. Установено е, че граф Хойос не е знаел нищо за присъствието на Мария, тъй като тя остава затворена в стаята на Рудолф и дори яде там.
В нощта между 29 и 30 януари 1889 г. 17-годишната Мария Ветсера губи живота си, с който елемент са съгласни всички автори. Освен това почти всички автори са съгласни, че тя умира няколко часа преди Рудолф. Версията, която все още е най-утвърдена днес, е че 30-годишният Рудолф застрелва Мария в слепоочието с пълно съгласие и след това насочва пистолета срещу себе си, след като написва няколко прощални писма до семейството си. Мария взима решение да умре с любимия си, след като осъзнава невъзможността на връзката им. Други автори като Холер твърдят обаче, че тя е починала през нощта от усложненията на аборт, извършен с помощта на сонда, която би била поставена в замъка, преди да замине за Майерлинг.
Има различни теории за причините и хода на събитията. Твърдението, че Рудолф е започнал връзка с Мария главно защото тя му се е сторила подходящ партньор за самоубийствените му планове, не може да бъде доказано. Но фактът, че тя се е съгласила на самоубийство, се доказва от прощалните ѝ писма. През 2015 г. при ревизия на архивите на Банка „Шьолер“ са открити прощалните ѝ писма, анонимно депозирани там през 1926 г. заедно с други лични документи на семейство Ветсера. Австрийската национална библиотека, на която документите са оставени за постоянно, ги определя като сензационна находка. Преди това се е предполагало, че писмата са били унищожени след смъртта на майката на Мария. Тя пише на майка си: „Не можах да устоя на любовта. В съгласие с него искам да бъда погребана до него в гробището Аланд. По-щастлива съм в смъртта, отколкото в живота". По-късно камериерът Йохан Лошек съобщава за дълъг разговор, предшестващ престъплението: „Чух Рудолф и Ветсера да говорят с много сериозен тон през цялата нощ. Не можах да го разбера. 5 минути преди 7:30 сутринта Рудолф излезе в стаята ми напълно облечен и ми каза да го вържа. Не бях още навън на двора, когато чух две детонации, веднага избягах обратно, пресрещна ме миризмата на барут, втурнах се към спалнята, но противно на обичайното... тя бе заключена". Телата, изцяло окървавени, са намерени от граф Хойос и неговия слуга Лошек сутринта на 30 януари 1889 г. Баронеса Ветсера лежи изпъната на леглото отляво на принца с глава, наполовина потънала във възглавниците, и с носна кърпичка, стисната в лявата си ръка, а принцът е приведен напред към себе си и седнал на ръба на леглото. Новината за смъртта на престолонаследника е донесена във Виена от самия граф Хойос. От двора идват заповеди да не се съобщава, че престолонаследникът е починал заедно с любовницата си и така се разпространява новината, че Рудолф е починал от инсулт. Освен това от Майерлинг трябва да излезе само един труп.
Следобед на 31 януари граф Щокау и Александър Балтаци (вуйчо на Мария) отиват в Майерлинг и в присъствието на старши полицейски офицер транспортират тялото на Мария до гробището на манастира Хайлигенкройц недалеч от Майерлинг. За да не се разбере, че в Майерлинг е загинал втори човек, тялото ѝ е облечено и на главата ѝ е поставена шапката ѝ с пера. Тялото е транспортирано от Щокау, Балтаци и полицейския служител в карета до Хайлигенкройц, като е поставена дръжка на метла между роклята и гърба ѝ, така че тя да изглежда изправена и да не пада. В сутрешните часове на 1 февруари тялото е набързо погребано в ъгъла на самоубийците на гробището и не е поставен надгробен камък. На 16 април 1889 г. тялото е погребано от семейство Ветсера в издигнатата от тях крипта, който все още може да бъде посетен днес в Хайлигенкройц. То е положено във великолепен меден ковчег. През 1925 г. за опазването на гроба е наличен само фонд от десет австрийски крони.

## Семейство Ветсера след смъртта на Мария
Скоро след смъртта на баронеса Ветсера висши полицейски служители казват на майка ѝ, че Мария е отровила себе си и принца и затова я съветват незабавно да напусне Виена. Елена Ватаци заминава на 31 януари за Венеция с влак, но разкъсвана от болка не успява да завърши пътуването и се връща обратно. През следващите месеци семейство Ветсера е все по-изолирано от кръговете на висшето виенско общество, тъй като Елена Ветсера е обвинена, че е знаела за връзката на дъщеря си с принц Рудолф и че не е направила нищо, за да ѝ попречи.
През 1889 г. Ветсера публикува оправдателна брошура, незабавно иззета от полицията, където месеците, предхождащи трагедията в Майерлинг, и дните, последвали я, са вярно пресъздадени. Тези писания, които въпреки това са публикувани в Германия, допринасят за изолацията на семейство Ветсера. Елена Ветсера поисква няколко пъти да може да говори с Франц Йозеф, но той отказва, карайки някои официални лица да говорят от негово име. След трагедията императорът преобразува ловната хижа Майерлинг в Кармелитски манастир, където хората все още се молят за душата на Рудолф.

## Развитие на фактите в Майерлинг
През 1945 г. гробът на Мария Ветсера е осквернен от съветски войници, търсещи скъпоценности; черепът ѝ е открит от външната страна на гроба и едва по-късно е поставен обратно в ковчега. На 7 юли 1959 г. тленните ѝ останки са пренесени от стария ковчег, повреден от разграбването през 1945 г., в нов, тенекиен, който е поставен върху железни греди върху стария великолепен ковчег. По този повод присъстващите свидетели разказват, че в черепа на починалата няма две дупки от куршуми, а липсва само малка част от него от едната му страна. От тази особеност са правят нови предположения и теории за причините за смъртта ѝ.
Обрат настъпва на 22 декември 1992 г., когато вестник „Нойе Кронен Цайтунг“ разкрива, че гробът на Мария Ветсера е празен. На 8 юли 1991 г. Хелмут Флацелщайнер, търговец на мебели от Линц, обсебен от необходимостта да разкрие мистерията на Майерлинг, открадва тялото ѝ с помощта на двама човека. След като го анализира, изпраща някои кости в Института по съдебна медицина във Виена. Резултатите от анализите сочат, че останките се отнасят за момиче на възраст между 15 и 20 години, починало около сто години по-рано, а освен това изглежда, че в черепа, в който обаче липсва парче, са идентифицирани вероятна входна дупка и изходна дупка от куршум. Случаят е разкрит от виенския журналист Георг Маркус и докладва на полицията. След като останките са обезопасени, семейство Балтаци-Ветсера дава разрешение за извършване на съдебномедицински анализ, но оттегля това разрешение преди приключване на разследването.
На 28 октомври 1993 г. тленните останки момичето са препогребани в гроба в Майерлинг, като този път са внимателно запечатани, а криптата е запълнена с пръст, за да се предотврати ново оскверняване на гроба.
Тъй като семейство Балтаци-Ветсера отказва, наред с други неща, ДНК-анализа за определяне на идентичността на костите, е сигурно само, че в този гроб са останките на приблизително 18-годишна жена, положени там от около 115 години, а в черепа ѝ има две дупки от куршум (входна и изходна). При прегледите на косата са открити следи от дим. Облеклото, носено от мъртвите, отговаря на епохата и идва от виенските модни магазини, където е пазарувало семейство Ветсера.
От 2007 г. медният ковчег, построен от семейство Ветсера през 1889 г., е открит случайно в манастира в Хайлигенкройц. Той е реставриран и е изложен от 2010 г. в музея на Кармелитския манастир в Майерлинг.

## В културата

### Комикси
- Tenshi no hitsugi (2000), японска манга на Ю Хигури

### Кино
- Mayerling (1936), реж. Анатол Литвак, с Шарл Боайе и Даниел Дарийо
- Von Mayerling nach Sarajevo (1940), реж. Макс Офюлс
- Le secret de Mayerling (1949), реж. Жан Деланой, с Дениз Беноа и Доминик Бланшар
- Kronprinz Rudolfs letzte Liebe (1956), реж. Рудолф Югерт, с Рудолф Прак и Кристиана Хьорбиргер
- Mayerling (1968), реж. Терънс Йънг, с Омар Шариф и Катрин Деньов
- Vizi privati, pubbliche virtù (1975), на Миклош Янчо, с Лаура Берти, Франко Бранчароли, Тереза Ан Савой и Илона Сталер
- The Illusionist (2006), реж. Нийл Бъргър, базиран на разказа на Стивън Милхаузер

### Телевизия
- Mayerling (1957), американски тв филм, реж. Анатол Литвак, с Одри Хепбърн и Мел Ферер
- Requiem for a crown prince (1974), епизод от английски тв сериал Fall of eagles
- Il destino di un principe (2007), италиано-австрийско-немски тв филм, реж. Роберт Дорнхелм, с Клаус Мария Брандауер, Макс Фон Тун, Витория Пучини, Александра Вандернот, Сандра Чекарели, Омар Шариф, Кристиан Клавие
- Quella notte a Mayerling, Speciale Superquark, италиански документален филм по Rai 1

### Театър, опера и балет
- Marinka (1945), мюзикъл на Джордж Марион млади и Карл Фаркас (либретисти) и Имре Калман (музика)
- Mayerling (1978), балет създаден от Кенет Макмилан за Кралския балет
- Elisabeth (1992), мюзикъл на Михаел Кунце (либрето) и Силвестер Левей (музика), във встъпителната част със заглавие Mayerling
- Rudolf - The last kiss (2006), мюзикъл на Франк Уайлдхорн
- Mayerling (2006), немска опера на Зигфрид Карл (либрето) и Рикардо Урбетш (музика)